# Boris van der Ham
Boris van der Ham (Amsterdam, 29 augustus 1973) is een Nederlands voormalig politicus voor D66, bestuurder, acteur en zanger. Hij zat van 23 mei 2002 tot 20 september 2012 in de Tweede Kamer. Na zijn politieke loopbaan werd hij bestuurder bij verschillende organisaties en schrijver en pakte hij zijn acteercarrière weer op. Hij was tussen 2012 en 2020 bovendien onbezoldigd voorzitter van het Humanistisch Verbond en is bestuurslid bij Humanists International.

## Biografie

### Persoonlijke informatie
Van der Ham groeide op in Nieuwkoop, een dorp in het Groene Hart. Zijn vader was docent wiskunde aan de Vrije Universiteit en zijn moeder verpleegkundige, en zelf ook actief bij D66. Van der Ham ging naar de middelbare school in Nieuwkoop en Uithoorn. Na zijn middelbare school volgde hij twee jaar lang de opleiding geschiedenis aan de Hogeschool van Amsterdam. Vanaf 1994 zat hij op de Toneelacademie Maastricht waar hij in 1998 afstudeerde.
Een aantal van Van der Hams familieleden waren actief in de (voorlopers van de) ChristenUnie en de SGP. Zelf groeide hij op met catechisatie van de remonstranten, een liberale, vrijzinnige, protestantse stroming. Zijn gezin was echter ongelovig; de zondagsschool (op maandag) bezochten ze voor hun algemene vorming. Van der Ham noemt zichzelf een agnost met veel interesse in levensbeschouwing. Van der Ham liet op 15 november 2011 via Twitter weten dat hij vader is geworden van een zoon. In november 2018 maakte hij bekend dat hij ook vader was geworden van een dochter.
Vanaf januari 2010 houdt Van der Ham "vrije lezingen" op YouTube over vrijdenken, humanisme en liberalisme, waarbij hij aangeeft dat dit uit persoonlijk en niet uit partijpolitiek initiatief is.

## Acteur
Een scenario voor de jeugdserie Mijn Idee (NCRV), dat Van der Ham op zijn twaalfde schreef, werd door Karst van der Meulen in 1985 verfilmd. Het ging over een jongen die in de tijd van Hugo de Groot terechtkwam en hem de tip aan de hand deed om via een boekenkist te ontsnappen uit zijn gevangenschap. Tijdens zijn middelbareschooltijd speelde hij bij lokale theatergroepen en bij het schooltoneel, onder meer de rol van Don Quichotte in de musical Man van La Mancha en schreef hij een toneelstuk. Na zijn afstuderen aan de Toneelacademie Maastricht speelde hij onder meer in Shakespeares Macbeth (als Duncan) en Circus Shakespeare/Timon van Athene en in Sophocles' Antigone (als Haimoon).
Na zijn afstuderen in 1998 aan de Toneelacademie Maastricht werkte hij als acteur voor diverse toneelgezelschappen, waaronder Toneelgroep De Appel in Den Haag, Het ZT Hollandia en het Theater van het Oosten en in een aantal televisieseries. Tijdens en na zijn politieke periode heeft hij gastoptredens gedaan in een aantal toneelstukken, series en films. In 2008 en 2010 heeft hij een Nederlandse rol ingesproken in de animatiefilm 'Space Chimps', en in verschillende gastoptredens bij theatergroep 'De Nachtgasten' deelgenomen. Tussen 2013 en 2015 was Van der Ham voorzitter van de Nationale Toneeljury die onder meer de winnaars van de grote toneelprijzen de Louis d'Or en Theo d'Or bepaalt.
In 2016 keerde hij naast zijn andere werk terug naar de planken. Tussen november 2016 en juli 2017 was hij vier maanden in het DeLaMar Theater en aantal weken op tournee te zien in de musical Ciske de Rat in de rol van inspecteur Muysken en als understudy voor vader Vrijmoedt. Daarnaast verleende hij zijn stem aan het tv-programma Het Geheime Leven van 4-jarigen. In 2018 was hij te zien in de Nederlandse vertaling van de Broadwayhit 'Beneatha's Place'. In 2019 werd bekend dat Van der Ham een van de hoofdrollen in het slotseizoen van de politieserie 'Smeris' speelt, die begin 2020 op de televisie was te zien. Hij speelde eveneens in 'Flikken Rotterdam' en 'Flikken Maastricht'.

#### Filmografie
| Televisie/Film | Televisie/Film                        | Televisie/Film                  | Televisie/Film                                                                         |
| Jaar           | Productie                             | Rol                             | Opmerkingen                                                                            |
| -------------- | ------------------------------------- | ------------------------------- | -------------------------------------------------------------------------------------- |
| 1986           | Mijn Idee aflevering 'Het Schilderij' | Koksmaatje                      | Voor deze jeugdserie van de NCRV schreef de 12-jarige Van der Ham ook het scenario.    |
| 1996           | Consult                               | George                          | Aflevering 4 en 5                                                                      |
| 1999           | Begraven – het leedwezen              | Boudewijn                       | Comedyserie over uitvaartwezen                                                         |
| 1999           | Leven en dood van Quidam Quidam       | Ambtenaar                       | Sciencefiction                                                                         |
| 2000           | Total Loss                            | Co-assistent                    | Speelfilm                                                                              |
| 2001           | Sam Sam                               | Misdadiger                      | Comedyserie                                                                            |
| 2002           | De Enclave                            | Martijn                         | Tv-serie over val van Scebrenica                                                       |
| 2004           | Beat                                  | Huisarts                        | Eerste speelfilm van David Verbeek                                                     |
| 2008           | Space Chimps                          | Senator                         | Stemacteur in een animatiefilm                                                         |
| 2010           | Space Chimps 2                        | Senator                         | Animatiefilm stemacteur                                                                |
| 2017           | Emoticon – the movie                  | Emoticon – Poop                 | Animatiefilm stemacteur                                                                |
| 2018           | An Impossibly Small Object            | Kunstkenner                     | Tweede speelfilm met David Verbeek                                                     |
| 2018           | Het Internet                          | Meneer Van der Vaart            | Nominatie beste acteur 48-uurs project Nederlands Film Festival 2018                   |
| 2019           | Flikken Rotterdam                     | Kenny Verdonk                   |                                                                                        |
| 2020           | Smeris                                | Abel Jongsma                    | Vastgoedmagnaat in gehele slotseizoen                                                  |
| 2021           | Flikken Maastricht                    | Arend van den Akker             | Aflevering 'De fantast'                                                                |
| 2021           | 1984                                  | George Orwell, Winston, O’Brien | Muziekfilm naar het gelijknamige boek van George Orwell door het New European Ensemble |
| 2025           | De F*ckulteit                         | Jozias, Decaan                  | Tv-serie op Videoland                                                                  |

### Theater
| Jaar          | Productie                                          | Rol                                                                           |
| ------------- | -------------------------------------------------- | ----------------------------------------------------------------------------- |
| 1996          | De Donkere Dagen van Jeroen van den Berg           | Johan                                                                         |
| 1997/1998     | Antigone van Sophocles                             | Haimon                                                                        |
| 1998          | Lucifer van Vondel                                 | Belzebub                                                                      |
| 1998          | Elkerlyck 2000                                     | Diverse rollen                                                                |
| 1998          | Toen Gij Naakt en Bloot Waart van Rudi van Dantzig | Kevin                                                                         |
| 1999          | Macbeth van Shakespeare                            | Banqo                                                                         |
| 2000/2001     | Polaroid van Jeroen van den Berg                   | De ‘cowboy’                                                                   |
| 2001          | Timon van Athene van Shakespeare                   | Diverse rollen                                                                |
| 2009 tot 2015 | Nachtgasten                                        | Improvisatietheater                                                           |
| 2012          | Hamlet op Amsterdamse Hogeschool voor de Kunsten   | Claudius                                                                      |
| 2016/2017     | Ciske de Rat, de musical                           | Muysken, understudy Vader Vrijmoedt                                           |
| 2018          | Beneatha’s Place van Kwame Kwei-Armah              | Daniel Barnes, Gary Jacob                                                     |
| 2021          | Opstaan - Try Outs & opnames nieuw album           | Muziektheater, met eigen werk en bewerking Nederlandstalige klassiekers       |
| 2021          | 1984, naar George Orwell 1984                      | Verteller en alle rollen, bij nieuw muziekstuk door het New European Ensemble |
| 2021          | Opstaan                                            | Theatertournee met eigen muziekrepertoire                                     |
| 2023          | Lapjeskat                                          | Albumpresentatie 'Lapjeskat'                                                  |

## Discografie
Op 24 september 2020 werd bekend dat Van der Ham een muziekalbum uitbracht. Op het album nieuwe uitvoeringen van klassieke Nederlandse nummers zoals Mens durf te leven en Telkens Weer. De aftrap van dit album was de single 'Opstaan', het enige nummer op het album dat Van der Ham zelf schreef. Hoewel het over de corona-crisis lijkt te gaan, was het nummer al jaren ervoor geschreven. Bij de nummers zijn verschillende videoclips gemaakt. Het is geproduceerd door Sander Geboers die eerder werkte met o.a. Claudia De Breij en Sjors van de Panne. Op 19 oktober 2022 kwam zijn tweede album uit. Op het album 'Lapjeskat' staan zowel pop, chanson en bigband nummers. De meeste nummers zijn eigen werk, maar ook een aantal interpretaties van nummers van derden. Zo vertaalde Jan Rot speciaal voor dit album het nummer 'At 17' (Janis Ian) naar een Nederlandstalige en mannelijke versie. Wat betreft muzikanten werkten onder meer Pianist Bernd van den Bos en harpist Remy van Kesteren aan het album mee.

### Albums
| Album met eventuele hitnotering(en) in de Nederlandse Album Top 100 | Datum van verschijnen | Datum van binnenkomst | Hoogste positie | Aantal weken | Opmerkingen |
| ------------------------------------------------------------------- | --------------------- | --------------------- | --------------- | ------------ | ----------- |
| Niemand dan wij                                                     | 01-10-2020            |                       |                 |              |             |
| Lapjeskat                                                           | 19-10-2022            |                       |                 |              |             |

### Singles
| Single met eventuele hitnotering(en) in de Nederlandse Top 40 | Datum van verschijnen | Datum van binnenkomst | Hoogste positie | Aantal weken | Opmerkingen                                                                           |
| ------------------------------------------------------------- | --------------------- | --------------------- | --------------- | ------------ | ------------------------------------------------------------------------------------- |
| Opstaan                                                       | 23-09-2020            |                       |                 |              |                                                                                       |
| Opstaan - Akoestisch                                          | 01-12-2020            |                       |                 |              |                                                                                       |
| De Laatste Dagen                                              | 02-12-2020            |                       |                 |              | Kerst/Nieuwjaarsnummer                                                                |
| On my way to you                                              | 16-11-2021            |                       |                 |              | Engelstalige versie van ‘Onderweg naar jou’                                           |
| Onderweg naar jou                                             | 17-11-2021            |                       |                 |              | Song over het missen van zijn twee kinderen die een jaar in Nieuw-Zeeland verblijven. |
| Lentekriebels                                                 | 24-02-2023            |                       |                 |              |                                                                                       |
| Mijn Vrienden                                                 | 24-08-2023            |                       |                 |              |                                                                                       |
| Een Mooie Dag                                                 | 08-03-2024            |                       |                 |              | Dit nummer is speciaal voor hem geschreven door Henk Westbroek                        |
| Year's End                                                    | 20-11-2024            |                       |                 |              | Kerstnummer/Nieuwjaarsnummer, engelstalige versie van 'De Laatste Dagen'.             |

## Politiek
Sinds zijn vijftiende was Van der Ham lid van de jongerenorganisatie gelieerd aan D66, de Jonge Democraten. Vanaf zijn vijftiende tot zijn achttiende was hij ook actief bij de lokale afdeling van D66 in zijn woonplaats Nieuwkoop. Tussen 1995 en 1996 was hij betrokken bij Niet Nix, een vernieuwingsbeweging waarin jonge PvdA'ers, D66'ers en VVD'ers actief waren. Van 1997 tot 1998 was hij vicevoorzitter en van 1998 tot 2000 landelijk voorzitter van de Jonge Democraten. Ook was hij mede-organisator van een aantal acties, zoals een massaal bezochte demonstratie tegen het studiehuis in 2000 op het Haagse Malieveld. Verder was hij betrokken bij de vernieuwingsbeweging 'Opschudding' binnen D66. In september 2000 was hij initiatiefnemer van een manifest tegen de gedoogcultuur, dat medeondertekend werd door alle andere politieke jongerenorganisaties. In 2000 liep hij stage in het Europees Parlement, bij Lousewies van der Laan. In 2001 bracht hij samen met Lotte Bruins Slot het boekje 'Nieuwe Democraten' uit, waarin vrijzinnige ideeën voor D66 stonden. In 2001 werd hij lid van het campagneteam van D66 en was hij werkzaam bij de D66-fractie. Een jaar later, op 23 mei 2002, kwam hij in de Tweede Kamer.

### Tweede Kamer
In 2002 werd hij met een kleine 2500 voorkeurstemmen gekozen. Bij de verkiezingen in 2003 werd hij herkozen met het dubbele aantal. In 2006 was hij bij de gemeenteraadsverkiezingen lijstduwer voor D66 in de gemeente Amsterdam. Hij was tussen 2003 fractiesecretaris van de Tweede Kamerfractie en maakte hij deel uit van het Presidium van de Tweede Kamer. In 2006 plaatsten de leden van D66 Van der Ham voor de verkiezingen van 2006 op de tweede plek van de kandidatenlijst. Van der Ham haalde bij deze verkiezing 27.860 voorkeurstemmen en was tussen 2006 en 2010 vice-fractievoorzitter. Tussen april 2007 en mei juni 2008 was hij lid van de Parlementaire Onderzoekscommissie, de commissie-Dijsselbloem, inzake de onderwijshervormingen. In maart 2010 was Van der Ham wederom lijstduwer bij de gemeenteraadsverkiezingen in Amsterdam, hij werd daadwerkelijk gekozen als duoraadslid. Bij de Tweede Kamerverkiezingen van 2010 werd hij opnieuw door de leden van D66 op nummer 2 gezet en werd hij met 42.296 voorkeurstemmen gekozen. In 2014 zou Van der Ham opnieuw met voorkeurstemmen gekozen worden in de Amsterdamse gemeenteraad, waar hij lijstduwer voor was. Hij had van tevoren aangegeven niet in de raad zitting te nemen.
Hij was in 2005 samen met Kamerleden van GroenLinks en PvdA de opsteller van het initiatiefwetsvoorstel dat in dat jaar leidde tot het eerste Nederlandse referendum in tweehonderd jaar: het referendum over de Europese grondwet. In 2007 schreef Van der Ham hierover een boekje: 'Voortrekkers en Baanbrekers'. Als milieuwoordvoerder vroeg hij aandacht voor extra investeringen in schone energie. Ook brak de D66-fractie onder zijn aanvoering met een aantal langdurig ingenomen standpunten rond bijvoorbeeld kernenergie en gaswinning onder de Waddenzee. In januari 2009 werd een motie van zijn hand aangenomen die de regering voor het eerst opriep op het verbod op godslastering te schrappen, wat leidde tot een initiatiefwet die hij in 2009 indiende. Naast dit initiatiefwetsvoorstel diende hij ook een voorstel in voor de aanpassing van de winkeltijdenwet, zodat gemeenten voortaan zelf kunnen beslissen over koopzondagen. Ook was hij de initiatiefnemer om het formatieproces van nieuwe regeringen aan te passen. Dit leidde ertoe dat tijdens de formatie van 2012 de koningin geen rol meer speelde. In de Tweede Kamer had Van der Ham in de periode 2002-2010 de portefeuilles economische zaken, natuur en milieu, Europa, gelijke behandeling, volkshuisvesting en integratie, cultuur en media, democratie, drugsbeleid, verkeer en vervoer en de vrijheid van meningsuiting. Anno 2010 was hij met name woordvoerder op onderwijs, cultuur en media en drugsbeleid. Ook was hij voorzitter van de commissie Economische Zaken, Landbouw en Innovatie in de Kamer. Hij maakte zich hard voor 'modernisering' van de grondwettelijke bescherming van het bijzonder onderwijs, met name waar die bescherming in zijn ogen aan religieuze overtuigingen te veel privileges toekent ten opzichte van andere levensbeschouwingen.
Van der Ham koos ervoor om zich in september 2012 niet verkiesbaar te stellen. Bij zijn vertrek uit de Tweede Kamer op 19 september 2012 werd Van der Ham benoemd tot Ridder in de Orde van Oranje-Nassau.
In 2012 kwam zijn boek 'De Vrije Moraal' uit, over de geschiedenis en de liberale dilemma's van het vrijgevochten Nederland. Hij hield in november 2013 in Perscentrum Nieuwspoort de 6de Lunshoflezing. Zijn lezing handelde over 'Het theater van de politiek', waarin hij ook zijn ervaringen uit zijn politieke tijd beschreef. In 2014 kwam over dit onderwerp zijn boek 'De koning kun je niet spelen' uit.
Na zijn periode in de Tweede Kamer bleef Van der Ham betrokken bij D66. Hij werd actief bij Liberal International, de internationale liberale koepelorganisatie. Hij ontpopte zich als kritisch partijlid toen D66-minister Ollongren het raadgevend referendum wilde afschaffen zonder daar eerst een beter instrument voor kiezers in de plaats te geven. Onder de naam 'Opfrissing' kwam Van der Ham, samen met andere D66-ers, met concrete voorstellen om de partij weer op de juiste koers te krijgen.
Van der Ham was te zien in vele soorten media en ontving verschillende soorten prijzen. Hij kreeg in 2004 uit handen van de Nationale Jeugdraad de 'Klare Taalprijs voor duidelijkste politicus; In 2006, 2008 en 2010 werd hij betiteld als de beste 'wegpoliticus'; In 2003 en 2005 werd hij genomineerd voor de Thorbeckeprijs voor welsprekendheid. Hij werd 2de in de Nationale Geschiedenisquiz (2007) en in de Nationale Bijbelquiz (2008), en in de Juridische Kennisquiz van de NCRV' (2006) en 1ste in de kennistest van 'Spuiten & Slikken'. In 2007 werd voor het centraal schriftelijk eindexamen vwo een tekst van Van der Ham gebruikt over de stand van de democratie, dit artikel was eerder in 2004 verschenen in tijdschrift 'De Gids'. Hij kreeg in mei 2014 als eerste de oeuvreprijs van de Jonge Democraten.

### Initiatiefwetsvoorstellen
- Raadplegend referendum over het grondwettelijk verdrag voor de Europese Unie (2003), samen met Farah Karimi (GroenLinks) en Niesco Dubbelboer (PvdA). Dit voorstel werd in 2005 wet.
- Grondwettelijke mogelijkheid van het houden van een correctief referendum (2005), samen met Dubbelboer (PvdA) en Wijnand Duyvendak (GroenLinks). In verband met vertrek uit de Kamer namen Paul Kalma (PvdA) en Femke Halsema (GroenLinks) het van hun partijgenoten over. In februari 2009 werd het voorstel behandeld in de Kamer.
- Invoering van het raadgevend referendum (2005), samen met Dubbelboer (PvdA) en Duyvendak (GroenLinks). In verband met het vertrek van de twee laatsten uit de Tweede Kamer namen Femke Halsema (GroenLinks) en Paul Kalma (PvdA) het van hun partijgenoten over. In februari 2009 werd het wetsvoorstel behandeld in de Tweede Kamer.
- Verkorting van de termijn tussen de verkiezingen en de eerste samenkomst van de Tweede Kamer (2005), samen met Duyvendak (GroenLinks). Het voorstel werd ingetrokken.
- Wijziging van het Reglement van Orde om de Tweede Kamer direct na de verkiezingen de (in)formateur te laten aanwijzen (september 2006), samen met Duyvendak (GroenLinks). Dit voorstel is in 2010 in gewijzigde vorm aangenomen.
- In 2012 werd door de leden Van der Ham en Schouw (beiden D66) opnieuw een Wijziging van het Reglement van Orde van de Tweede Kamer voorgesteld om het eerder aangenomen voorstel aan te scherpen inzake het kiezen van een (in)formateur door de Tweede Kamer. In 2012 werd dit aangenomen en toegepast bij de formatie van het kabinet-Rutte II in 2012.
- Overname verdediging in 2007 samen met Frans Weekers (VVD) van een eerder door Bakker (D66) en Örgü (VVD) ingediend initiatiefvoorstel over het vrijgeven van programmagegevens.
- Informatieverschaffing aan consumenten over dierenwelzijn bij vleesproducten (dierendag 2007).
- Het houden van een raadplegend referendum over het Hervormingsverdrag van de Europese Unie (2007), samen met Van Bommel (SP), Ouwehand (PvdD), Peters (GroenLinks) en De Roon (PVV). Dit voorstel werd in juni 2008 verworpen.
- Schrapping van het verbod op godslastering uit het Wetboek van Strafrecht (2009), mede ondertekend door De Wit (SP) en Teeven (VVD). Deze wet is in april 2013 aangenomen door de Tweede Kamer en in december 2013 aangenomen door de Eerste Kamer.[24] Per 1 februari 2014 is het artikel aangaande smadelijke godslastering middels een aankondiging in het Staatsblad formeel geschrapt.[25]
- Initiatiefnota om de beschikbaarheid van medicinale cannabis te vergroten (2009). Deze nota leidde bij minister Klink tot het besluit tot een vergroting van het assortiment.
- Verruiming in de Winkeltijdenwet die gemeenten in staat stelt zelf te beslissen over zondagsopening (2010), mede ondertekend door Van Gent (GroenLinks). Deze wet is in 2013 aangenomen door de Eerste Kamer.
- Uitbreiding artikel 1 van de Grondwet met het verbod om op grond van handicap en seksuele gerichtheid te discrimineren (2010). Dit initiatief werd in 2023 wet, en werd in aanwezigheid van de oorspronkelijke indieners ondertekend door de minister van Binnenlandse Zaken[26]
- Schrapping van de zogenaamde ''Enkele feit'-constructie uit de Algemene wet gelijke behandeling (september 2010), mede ondertekend door Van Miltenburg (VVD), Van Dijk (SP), Klijnsma (PvdA) en Van Gent (GL). Dit initiatief werd in 2015 wet.[27]

## Humanist en andere activiteiten

### Voorzitter Humanistisch Verbond
Op 24 november 2012 werd Van der Ham gekozen tot voorzitter van het Humanistisch Verbond. Deze functie vervult hij naast zijn overige werkzaamheden. Bij zijn verkiezing stelde Van der Ham: “Het humanisme is in potentie de grootste levensbeschouwelijke stroming van Nederland, en verbindt onder meer atheïsten, agnosten en vrijzinnigen." Hij hekelde de soms roekeloze en onverschillige wijze waarop in Nederland met fundamentele vrijheden wordt omgegaan. "Een wet die religieuze opvattingen onderscheidt van andere opvattingen en daar vervolgens speciale bescherming voor biedt, vind ik vreemd. Opvattingen of gebruiken kun je niet voortrekken vanwege het simpele feit dat die religieus zijn. Waar religie een voorkeursbehandeling krijgt, kom ik in het geweer". Hij roept vrijzinnigen en humanisten op om meer op te komen voor het belang van een seculiere levensbeschouwing: "Vrijheid kan niet zonder concrete actie. Verwaarloos je dat, dan zal het vacuüm door anderen worden ingevuld, die niet zelden opvattingen hebben die haaks staan op de onze." In 2015 maakte hij voor omroep Human, samen met documentairemaaktster Dorothee Forma, de film Onder Ongelovigen over de vaak penibele positie van afvalligen binnen de islam. In 2016 verscheen hij ook in de vervolgdocumentaire Ongelovig – Vrijdenkers op de vlucht over de verdrukte situatie van niet-religieuze asielzoekers in Nederlandse vluchtelingenkampen. In 2018 schreef hij samen met Rachid Benhammou het boek 'Nieuwe Vrijdenkers' met verhalen van 12 voormalige moslims. Het Humanistisch Verbond heeft sindsdien twee groepen van voormalige moslims, die hiermee een ontmoetingsplek en een platform kregen. Het Verbond maakte een groei door: sinds begin jaren '60 is het Humanistisch Verbond nog nooit zo groot in leden geweest. In 2018 trad Van der Ham ook toe tot het bestuur van Humanists International in Londen, de internationale humanistische koepelorganisatie. Als voorzitter van het Humanistisch Verbond werd door de Vrije Gedachte in 2018 tot Vrijdenker van het Jaar uitgeroepen. Na zijn twee maximale termijnen te hebben voldaan, treedt Van der Ham in november 2020 af als voorzitter van het Humanistisch Verbond.

### Andere bestuursactiviteiten
Van der Ham heeft een eigen bedrijf genaamd 'Hamled'. Daarnaast bekleedt hij diverse bestuurlijke functies. Hij volgde in januari 2019 Femke Halsema op als voorzitter van de Vereniging gehandicaptenzorg Nederland (VGN). Daarnaast is hij voorzitter van onder meer de Vereniging Afvalbedrijven, De Nederlandse Franchise Vereniging, lid van het dagelijks bestuur van VNO-NCW, lid van de Sociaal-Economische Raad (SER), voorzitter van de Bioscoopbranche, voorzitter van het CJP en diverse andere organisaties. Voor D66 was hij lid van de mensenrechtencommissie van Liberal International, de internationale koepelorganisatie van liberale partijen waaronder D66 en de VVD. Hij publiceerde in deze vrije rol regelmatig over democratie en de Europese eenwording. In 2015 schaarde hij zich achter het initiatief om een raadgevend referendum te organiseren over het associatieverdrag met Oekraïne. Als voorstander van dit verdrag was hij tevens voorstander van een open debat hierover. Ook steunde hij het referendum over de Wet Inlichtingen en Veiligheid, en riep hij op om 'tegen' te stemmen om de wet te kunnen verbeteren.